# Episodi di Salvation (seconda stagione)
La seconda e ultima stagione della serie televisiva Salvation, composta da 13 episodi, è andata in onda negli Stati Uniti dal 25 giugno al 17 settembre 2018 sull'emittente CBS.
In Italia, la stagione è disponibile dal 31 dicembre 2018 sulla piattaforma Netflix.
| n° | Titolo originale         | Titolo italiano          | Prima TV USA      | Prima TV Italia  |
| -- | ------------------------ | ------------------------ | ----------------- | ---------------- |
| 1  | Fall Out                 | Pioggia radioattiva      | 25 giugno 2018    | 31 dicembre 2018 |
| 2  | Détente                  | Distensione              | 2 luglio 2018     | 31 dicembre 2018 |
| 3  | Crimes and Punishment    | Delitto e castigo        | 9 luglio 2018     | 31 dicembre 2018 |
| 4  | Indivisible              | Indivisibili             | 16 luglio 2018    | 31 dicembre 2018 |
| 5  | White House Down         | La Casa Bianca è isolata | 23 luglio 2018    | 31 dicembre 2018 |
| 6  | Let the Chips Fall       | Lascia che sia           | 30 luglio 2018    | 31 dicembre 2018 |
| 7  | The Madness of King Tanz | La follia di Re Tanz     | 6 agosto 2018     | 31 dicembre 2018 |
| 8  | Abre Sus Ojos            | Apri gli occhi           | 13 agosto 2018    | 31 dicembre 2018 |
| 9  | The Manchurian Candidate | Va' e uccidi             | 20 agosto 2018    | 31 dicembre 2018 |
| 10 | Prisoners                | Prigionieri              | 27 agosto 2018    | 31 dicembre 2018 |
| 11 | Celebration Day          | Giorno di festeggiamenti | 3 settembre 2018  | 31 dicembre 2018 |
| 12 | Hail Marry               | Tentativo disperato      | 10 settembre 2018 | 31 dicembre 2018 |
| 13 | Get Ready                | Preparatevi!             | 17 settembre 2018 | 31 dicembre 2018 |

## Pioggia radioattiva
- Titolo originale: Fall Out
- Diretto da: Stuart Gillard
- Scritto da: Liz Kruger, Craig Shapiro

### Trama
- Ascolti USA: telespettatori 3 360 000 – rating/share 18-49 anni 0,4/2%[3]